# Poeonoma nigribasis
Poeonoma nigribasis là một loài bướm đêm trong họ Noctuidae.